# Атака Торре
Атака Торре — шахматный дебют, начинающийся ходами:
- 1.d2-d4 d7-d5
- 2. Kg1-f3 Kg8-f6
- 3. Cc1-g5.

Также в некоторых источниках Атака Торре трактуется без первого хода d7-d5, что относит вариант к полузакрытым дебютам:
- 1.d2-d4 Kg8-f6
- 2. Kg1-f3 e7-e6
- 3. Cc1-g5.

Возможна перестановка начальных ходов.
Относится к закрытым началам.

## История
Атака Торре названа по имени мексиканского гроссмейстера Карлоса Торре Репетто, с успехом применившим этот дебют в партии против 2-го чемпиона мира Эмануила Ласкера, которая закончилась одной из самых знаменитых комбинаций на тему «мельница» в истории шахмат.
Этот дебют также применял 9-й чемпион мира Тигран Петросян. Именно после его побед и теоретических статей к ходу 3.Сc1-g5 перестали относиться как к несерьезному дебюту.